# Тагашет
Тагашет — посёлок в Курагинском районе Красноярского края. Входит в состав Брагинского сельсовета. Почтовый индекс 662935. 

## География
Посёлок находится в южной части края, в пределах Алтае-Саянского горнотаёжного района, на берегах реки Тагашетки, на расстоянии приблизительно 33 километров (по прямой) к северо-северо-западу (NNW) от посёлка городского типа Курагино, административного центра района. Абсолютная высота — 303 метра над уровнем моря. Рядом с деревней есть такие реки как Шушь, Кныш.

## История
Основана  в 1841 году. По данным 1926 года в деревне Казано-Богородской (Тагашет) имелось 223 хозяйство и проживало 1067 человек (522 мужчины и 545 женщин). В национальном составе населения преобладали русские. В административном отношении являлась центром Казано-Богородского сельсовета Курагинского района Минусинского округа Сибирского края. 
После того, как в 1906 г. был подписан царский указ о порядке образования и действия старообрядческих общин, на территории Минусинского уезда, были официально созданы три общины австрийцев.
1. Минусинская старообрядческая община Покрова Пресвятой Богородицы (г. Минусинск, деревня Малая Минуса и Городок).
2. Казанско-Богородская Община (деревни Казанско-Богородская (ныне Тагашет), Кныши, Малые Кныши, Паначёво, Брагино, село Салбинское).
3. Николаевская община в Усинском пограничном округе ( село Верхнеусинское, деревня Нижнеусинская, поселки Знаменский, Атамановский, Уюкский, Туранский)

Уже в 1909 году в деревне Казанско-Богородская ( Тагашет) существовала Казанско-Богородская община и была построена старообрядческая деревянная церков в честь Казанской иконы Божей Матери.
За надобностью в Казанско-Богородскую церковь села Тагашет обращались староверы из многих населенных пунктов д. Салбинской, с. Паначева, д. Большой Идры, д. Отрока, д. Мало-Кнышинской, д. Сидорово, д. Адрихи, д. Малой Идры, с. Екатерининского, д. Петропавловки.
В записях по населенному пункту д. Казанско-Богородская упоминаются фамилии жителей.
Иван Брагин, Лука Иванович Брагин, Константин Григорьев, Степан Брагин, Федор Брагин, Захар Андреевич Выродов, Авдей Голдырев, Киприян Прокопьев, Андрей Выродов.

## Горные массивы

### Хребет БЕСЬ
Хребет горы Бесь, который тянется подковой со многими отрогами и логами у изножия. За хребтом бежит речка Тыгда, впадающая в Шушь у Загорья, а за речкой гора в местности, называемой у жителей Артурами. Когда-то в заветерах у речек были стойбища для летнего выгона телят, а южнее - и отар овец.   До Беси еще есть дорога, накатанная ягодниками и грибниками. По сторонам небольшие холмики: группки родовых курганов с круглой оградкой, означенных редкими небольшими камнями. По времени они принадлежат к степному средневековью, когда еще были в этих краях кочевья хакасов. Сохранились они плохо. С приходом русских многие курганы были раскопаны, существовал даже особый промысел: бугровщичество. 
В советское время что-то было перепахано. У подножия горы виднелось несколько курганов с четырехугольной оградкой из массивных гранитных камней. Это уже захоронения более ранней тагарской культуры. 

#### Горно-поисковая артель, хребет Бесь.
Уроженец Казано-Богородска крестьянин Иван Григорьевич Прохоров организовал горно-поисковую артель в 1914 году в районе горы Бесь-Детловская, где позже были обнаружены радиоактивные руды Тагашетского месторождения. Артель занималась сбором камней и минералов и сдавала образцы, имеющие ценность, в контору "Разведчик" г. Красноярска.
Уже при советской власти, когда урановые руды стали искать по всей стране, в 1949 году во многом "благодаря" стараниям журналиста газеты "Правда" по Красноярскому краю Щербаковой при содействии Прохорова было сфабриковано "дело геологов", по которому оказались репрессированы многие выдающиеся ученые того времени. Обвинение заключалось во вредительстве и сокрытии геологами месторождений. Для проверки были созданы в том же году Особые ревизионные партии, которые развернули трудоемкие и затратные работы на местах предполагаемых месторождений. Сокрытий выявлено не было. Скорее всего тогда и были вырыты траншеи на г. Бесь Детловская. Более подробно об этой истории можно прочитать в книге "Жестокий уран".

По мимо хребта Бесь деревню окружают такие горы как Высокая и Тигень ( имеют хакасское происхождение, к тому же сохранились курганы уже средневекового времени с круглой каменной оградой).

## Реки
Рядом с деревней есть такие реки как Тагашетка, Шушь и Кныш. Среди них есть горная и холодная, но все они красотой не уступают друг другу. Местные говорят река Сушь (Шушь). Однако интересным объектом нашего поселка можно считать искусственный бассейн, или пруд, который расположился на территории реки Кныш. Жизнь в деревне с ее прекрасными реками никогда не оставляет равнодушным своих жителей и гостей!
Есть еще одна маленькая речушечка под деревенским названием «Ключик». Ключик течет прямо из подножья горы, пить из ручейка можно без всяких отчестных приспособлений, вода кристально чистая. Летом неимоверно ледяная, а зимой в лютые Сибирские морозы в ней растет трава.

## Как образовалось второе название деревни
В Красноярском краеведческом музее есть записи от том как расшифровывается деревня Тагашет. По-кетски, Тага - "гора", Шет -  "вода", Так и произошло название деревни "Тагашет"

## Население
| 2022 | 2023 |
| ---- | ---- |
| 77   | 58   |

Гендерный состав
По данным Всероссийской переписи населения 2010 года в гендерной структуре населения мужчины составляли 45,1 %, женщины — соответственно 54,9 %.
Национальный состав
Согласно результатам переписи 2002 года, в национальной структуре населения русские составляли 97 % из 298 чел.